# Jem and the Holograms (Film)
Jem and the Holograms ist ein US-amerikanischer Fantasyfilm von Jon M. Chu, der am 23. Oktober 2015 in die US-Kinos und am 28. April 2016 in die deutschen Kinos kam. Der Film basiert lose auf der gleichnamigen Zeichentrickserie von Christy Marx, die von 1984 bis 1988 ausgestrahlt wurde.

## Handlung
Jerrica Benton macht für ihr Leben gerne Musik. Nachdem ihre Schwester Kimber ihr aufgenommenes Video heimlich veröffentlicht, indem sie gerade eine gefühlvolle Eigenkomposition singt, und das Gesangsvideo bei YouTube einstellt, wird dieses häufiger angeklickt als erwartet, und Jerrica avanciert zum Internetstar. Das Video erregt auch die Aufmerksamkeit von Erica Raymond, der raffgierigen Geschäftsführerin von Starlight Records. Gemeinsam mit ihren Schwestern Aja und Shana plant sie nun die große Karriere und hofft auf einen Vertrag mit der Plattenfirma. Jem – so Jerricas Künstlername – zieht mit ihren Freundinnen und ihrer Schwester nach Los Angeles, wo sie als Girlgroup die Musikwelt erobern wollen. Nebenbei erhält sie Hinweise durch einen Roboter, den ihr verstorbener Vater gebaut hat, und findet auf diese Art weitere Bauteile. Um zu verhindern, dass ihre Familie, die in finanzielle Notlage geraten ist, das Haus verliert, unterzeichnet Jerrica widerwillig einen Vertrag, demzufolge sie allein auftreten soll. Ihre Band ist deshalb enttäuscht von ihr, kehrt aber letztlich zu ihr zurück, um das Geheimnis des Roboters zu entschlüsseln. Rio, der Sohn der Produzentin, hilft der Gruppe dabei und findet das Testament seines Vaters, demzufolge er die Firma übernehmen und Jem helfen kann. Er schlägt vor, dass sie sich Jem and the Holograms nennen sollen.

## Soundtrack
Der Soundtrack mit dem Titel Truly Outrageous: A Tribute to Starlight Records ist eine Hommage an das fiktive Plattenlabel aus der Zeichentrickserie Jem and the Holograms, die in den 1980er Jahren zu sehen war und beinhaltet neue Versionen der Lieder Glitter & Gold, I’m Okay, Beat This und Truly Outrageous, die von Künstlern wie Alice Lee, SKYES und Meiko interpretiert wurden.

## Rezeption

### Kritiken
Der Film wurde von 22 Prozent der Kritiker bei Rotten Tomatoes positiv bewertet. Im Konsens wurde bemängelt, dass der Film das Quellenmaterial ignoriere. Frank Scheck von The Hollywood Reporter empfindet besonders die zahlreichen Konzertsequenzen als zu theatralisch, auch wenn diese von einer Qualität zeugen, die aktuell produzierte Pop-Musik an den Tag legt. Geoff Berkshire von Variety bezeichnet den Film als „[e]in im Allgemeinen unauffälliges Technik-Paket, das aber zumindest den Arbeiten der Kostümbildnerin Soyon An, der Visagistin Mary Klimek und der Hairstylistin Vanessa Price eine bescheidene Bühne bietet.“

### Einspielergebnis
Der Film konnte weltweit lediglich 2,3 Millionen US-Dollar einspielen, und damit nicht einmal die Hälfte der Produktionskosten von rund 5 Millionen US-Dollar.